# Івановське (Мошенський район)
Івановське (рос. Ивановское) — присілок в Мошенському районі Новгородської області Російської Федерації.
Населення становить 43 особи. Входить до складу муніципального утворення Орєховське сільське поселення.

## Історія
Від 2004 року входить до складу муніципального утворення Орєховське сільське поселення.

## Населення
| 2010 |
| ---- |
| 43   |